# Regenbogen-Schlangenkopf
Der Regenbogen-Schlangenkopf (Channa bleheri) ist ein Fisch aus der Gattung der Schlangenkopffische und einer der vielen Endemiten dieser Gattung. Der deutsche Erstbeschreiber und Labyrinthfisch-Pionier Jörg Vierke benannte diesen Fisch nach dessen Entdecker Heiko Bleher. Aufgrund seiner Farbigkeit gab Vierke der Art den deutschen Namen Regenbogen-Schlangenkopf.

## Merkmale
Der Körper des Regenbogen-Schlangenkopfes ist von braun-beiger Grundfärbung und mit roten Schuppen übersät. Kehle und Flossen weisen stark irisierende Blautöne auf. Er wird höchstens 20 cm groß. Der Typenfundort ist Dibrughar, das nordöstlichste Gebiet Assams (Indien). Dibrughar ist auch der Typenfundort von Channa aurantimaculata.

## Fortpflanzung
Der Regenbogen-Schlangenkopf ist wie alle Gattungsgenossen monogam lebend. Beginnend mit der sexuellen Reife bilden sich Paare, die zeitlebens zwecks gemeinsamer arbeitsteiliger Brutpflege zusammen bleiben. Im Gegensatz zu allen anderen Zwergschlangenköpfen ist diese Art nicht maulbrütend, wie z. B. Channa gachua oder Channa orientalis, sondern freilaichend, wie Channa asiatica oder Channa melasoma.
Die Nachzucht von C. bleheri im Aquarium ist von einigen Besonderheiten begleitet, die man beachten muss. Aufgrund der klimatischen Verhältnisse des Typenfundortes ist C. bleheri auf schwankende Wassertemperaturen angewiesen. Da es am Fuße des Himalayas im Winter kalt und trocken ist, bzw. die Wasserstände zu dieser Zeit das Jahrestief erreichen, zieht sich der Fisch unter Wurzeln und Steine zurück, wo er eine Art Überwinterung durchmacht, die mit einem reduzierten Stoffwechsel verbunden ist. Ab April wird es heiß und mit dem Einsetzen des Monsuns erreichen die Wasserstände das Jahreshoch. Aufgrund dieser starken klimatischen Veränderung beginnt die Laichzeit. Zwei deutsche Aquarianer haben diese klimatischen Verhältnisse mit Erfolg auf die Zucht von C. bleheri angewendet, und die dreimonatige kalte Überwinterung der Fische bei 16–18 °C Wassertemperatur wird inzwischen in Fachkreisen auf alle kleineren Schlangenkopffischarten aus dem Nordosten Indiens angewendet.
Zur arbeitsteiligen Brutpflege gehört es, dass sich die Jungfische ausschließlich beim Männchen aufhalten. Das Weibchen steht abseits und verteidigt das Außenrevier. Nur während kurzen Zeiten der Fütterung geht der Schwarm der Jungtiere zum Muttertier, um diese zur Abgabe von unbefruchteten Eiern zu bewegen, die sie als erste Hauptnahrung für die ersten Wochen verzehren.